# Известия «Союза 17 октября»
«Известия „Союза 17 октября“» — российский общественно-политический журнал, официальный орган партии октябристов. Выходил в 1908—1910 годах.

## История
Издавался Московским клубом «Союза 17 октября». Главным редактором журнала был член Центрального комитета (ЦК) партии октябристов профессор Николай Шапошников, секретарём редакции — секретарь Московского ЦК «Союза 17 октября» барон Эрик фон Ферзен.
Выпускался мелким тиражом в Москве сериями по 10 выпусков (в 1908 году вышло 7 номеров 1-й серии, в 1909 — 8–10 номера 1-й серии, в 1910 — 1–8 номера 2-й серии). Распространялся главным образом среди московской публики.
Знакомил читателей с аналитическими статьями на общенациональные и узконаправленные темы, официальными документами «Союза 17 октября», отчётами о функционировании местных отделений партии, обзорами деятельности Государственной думы и парламентских комиссий. Среди постоянных авторов журнала — граф Леонид Камаровский (политическая публицистика, статьи по истории конституционализма и другие материалы), Иван Клюжев (проблемы народного образования), доктор Б. Куманин (национальный вопрос), К. Тур (аграрный вопрос), Николай Шапошников (экономическое развитие России).